# Allene R. Jeanes
Allene R. Jeanes (19.7.1906 - 1995) là nhà hóa học người Mỹ, hội viên Hội Hóa học Hoa Kỳ.

## Cuộc đời và Sự nghiệp
Jeanes sinh tại Waco, Texas. Bà đậu bằng cử nhân ở Đại học Baylor năm 1928. Năm 1929, bà đậu bằng thạc sĩ ở Đại học California. Năm 1938 bà đậu bằng tiến sĩ hóa học hữu cơ ở Đại học Illinois.
Từ năm 1930 tới 1935, Jeanes làm giáo viên khoa học ở Athens College tại Atlanta, Georgia. Sau đó bà làm trợ giáo hóa học ở Đại học Illinois. Từ năm 1938 tới 1940, bà nghiên cứu về ngũ cốc cho cơ quan "National Institutes of Health" và USPHS. Từ năm 1941 tới 1976, bà làm nhà nghiên cứu hóa học cho Trung tâm nghiên cứu miền Bắc, thuộc Bộ Nông nghiệp Hoa Kỳ.

## Nghiên cứu
Công trình nghiên cứu của bà tập trung chủ yếu vào các cacbohydrat và việc triển khai Dextran, một chất thay thế cho huyết tương được sử dụng trong Chiến tranh Triều Tiên. Các nghiên cứu của bà cũng đã dẫn tới việc phát hiện Xanthan.
Bà đã xuất bản trên 60 tác phẩm, biên soạn 24 sách. Bà có 10 bằng sáng chế.
Jeanes qua đời năm 1995.

## Giải thưởng
1953 - Distinguished Service Award của Bộ Nông nghiệp Hoa Kỳ.
1956 - Huy chương Garvan-Olin của Hội Hóa học Hoa Kỳ.
1962 - Federal Woman’s Service Award của Ủy ban Công chức Hoa Kỳ.
1999 - được đưa vào "ARS Science Hall of Fame" vì các công trình nghiên cứu vi sinh học tạo ra các polyme từ các sản phẩm nông nghiệp.